# Училищна информационна система
Училищна информационна система – това е съвкупност от хора, методи и технически средства, осигуряващи събиране, съхранение, анализ и представяне на данни, предназначени за предоставяне на информация в областта на образованието. Позволява значително да се оптимизира работата на цялата образователна институция.
В днешно време това вече не са изолирани програми, а една цялостна система, която е съвместима с други. Една училищна информационна система може да съдържа и доклади на студенти и преподаватели, доклади свързани с класификация, печат на справки и отчети, обработка на графики, изготвяне на документи, планиране на училищни събития, заместване, инвентаризация, бюджет на училището, запис на книги в библиотеката, създаване на тематични планове и т.н.